# Jésus-Christ entouré de ses disciples
Jésus-Christ entouré de ses disciples ou Marthe et Marie Madeleine venues écouter le Christ au Temple est une gravure au burin réalisée par Maître CC. Il existe plusieurs versions conservées à New York, ainsi que trois à Paris dont deux à la BnF au département des Estampes et de la Photographie. Elle mesure 24 × 24,5 mm. 

## Description
La gravure représente Jésus, dans une cour, devant plusieurs bâtiments imposant composés de nombreuses colonnes. Le Christ s'adresse à une femme située au première plan, accompagnée de sa servante, plusieurs personnages regardent la scène notamment au centre de celle-ci.